# Дом Т. А. Громовой
Дом Т. А. Громовой — утраченный памятник в историческом центре Нижнего Новгорода. Построен в XIX веке. Перестроен в 1906 году в стиле модерн. 
Был связан с жизнью и деятельностью семьи Блохиных — Угодчиковых — Рябовых, династии врачей и педагогов. Здание принадлежало Блохиным вплоть до начала 2000-х годов, когда при строительстве рядом жилого комплекса, дом был подожжён и позже снесён.
Не смотря на физическую утрату, здание до сих пор стоит на охране как объект культурного наследия. В 2019 году были утверждены границы защитной зоны несуществующего памятника.          

## История
Современное направление улица Академика Блохиной (до революции — Мистровская; в советский период — Загорского) получила в соответствии с регулярными планами Нижнего Новгорода второй половины XVIII — начала XIX веков. История участка, на котором был выстроен дом Т. А. Громовой, прослеживается с 1884 года, когда уже существовавший на тот момент деревянный дом (предположительно указанный на плане города 1848—1853 годов) был надстроен вторым этажом по заказу коллежского асессора Александра Степановича Кузнецова. Согласно проектному чертежу, дом был обшит тёсом, имел накладные наличники и имел сдержанный декор.
А. С. Кузнецов владел домом до начала XX века. Вскоре усадьба перешла в собственность галичской мещанки Таисии Аполлоновны Громовой. По её заказу в 1905 году был разработан проект на пристройку входного тамбура, небольшого объёма со двора и оштукатуривание фасадов. За счёт штукатурного и лепного декора предполагалось придать зданию нарядный вид в духе модного тогда стиля модерн и замаскировать деревянный материал стен. В натуре проект был выполнен в 1906 году, но в более скромных формах.
В дальнейшем домовладение перешло к попечителю начальных училищ потомственному почётному гражданину Лукояновского уезда Ивану Ивановичу Лаврову. Лавров подарил дом дочери Евдокии, бывшей замужем за земским врачом Николаем Ивановичем Блохиным. Вся последующая история здания была связана с жизнью и деятельностью семьи Блохиных — Угодчиковых — Рябовых. Наиболее яркими представителями этой династии врачей и педагогов являлись:
- Николай Николаевич Блохин (1912—1993) — выдающийся отечественный хирург и онколог, академик, президент Академии медицинских наук (1960—1968, 1977—1988), Герой социалистического труда, лауреат Государственной премии, организатор Горьковского института восстановительной хирургии, ректор Горьковского медицинского института, основатель Всесоюзного (сегодня — Российского) онкологического научного центра РАМН (с сентября 1993 года носящего его имя), Почетный гражданин Нижнего Новгорода (1983 год).
- Ирина Николаевна Блохина (1921—1999) — микробиолог, действительный член Российской Академии медицинских наук, лауреат Государственной премии, председатель комитета Верховного Совета СССР по здравоохранению и социальному обеспечению, директор Нижегородского НИИ эпидемиологии и микробиологии, Почетный гражданин Нижнего Новгорода. В честь неё в 2000 году улица Академика Блохиной получила современное именование.

Дом также был связан с именами Веры Николевны Блохиной —   педагога и журналиста, автора книг и учебников; Андрея Григорьевича Угодчикова — профессора, ректора ННГУ им. Н. И. Лобачевского (1969—1988), основателя научной школы комплексного решения проблем прочности и их компьютерной реализации, широко известной в России и за
рубежом; Геннадия Петровича Рябова – профессора, ректора
Нижегородского государственного лингвистического университета им. Н. А. Добролюбова.

### Утрата памятника
В 2004 году рядом с объектом культурного наследия началось строительство элитного жилого комплекса. Предполагалось, что дом-памятник будет отреставрирован за счёт застройщика, однако вскоре после начала строительства он был подожжён. На тот момент в нём проживали семьи ректора Нижегородского государственного лингвистического университета Геннадия Рябова и родственники бывшего ректора Горьковского государственного университета Андрея Угодчикова. Владельцы здания тогда заявили, что дом будет снесён, так как это выгодно застройщику. Городские власти обещали сохранить здание, но в итоге оправдались ожидания бывших жителей. Дом был снесён. В ходе строительства жилого комплекса, была воссоздана форма памятника, при этом он оказался врезан посредством фасадизма в объём одиннадцатиэтажного здания.                                   